# هوغو نيتو
هوغو نيتو هو لاعب كرة قدم برتغالي، ولد في 7 مارس 1997 في براغا في البرتغال. لعب مع سبورتينغ براغا.

## وصلات خارجية
- هوغو نيتو على موقع الاتحاد الأوربي (الإنجليزية)
- هوغو نيتو على موقع قاعدة بيانات كرة القدم.إي يو (الإنجليزية)
- هوغو نيتو على موقع Soccerway.com (الإنجليزية)